# Mbhashe
Mbhashe es un municipio de la provincia de Cabo Oriental en Sudáfrica, con una población estimada en marzo de 2016 de 270 068 habitantes.
Se encuentra en el centro-sur de la provincia, junto a la costa del océano Índico y la capital provincial, Bhisho.